# Cixius ladon
Cixius ladon är en insektsart som beskrevs av Ronald Gordon Fennah 1957. Cixius ladon ingår i släktet Cixius och familjen kilstritar. Inga underarter finns listade i Catalogue of Life.